# Coelogyne vanoverberghii
Espèce
Statut CITES
Coelogyne vanoverberghii est une espèce de plantes à fleurs de la famille des Orchidaceae (les orchidées) et du genre Coelogyne originaire des Philippines.